# Dekanat Witebsk północny
Dekanat Witebsk północny – jeden z 12 dekanatów diecezji witebskiej na Białorusi, który powstał po podziale dekanatu witebskiego na północny i południowy. W 2017 r. dokonano ich połączenia. W jego skład wchodziło 9 parafii.

## Lista parafii
| Lp. | Miejscowość / parafia                                                       | Proboszcz / administrator | Kościół                                                                         | Zdjęcie |
| --- | --------------------------------------------------------------------------- | ------------------------- | ------------------------------------------------------------------------------- | ------- |
| 1   | Witebsk Parafia św. Antoniego z Padwy                                       | ks. Wiaczesław Barok      | Kościół św. Antoniego z Padwy w Witebsku                                        |         |
| 2   | Witebsk Parafia św. Barbary                                                 | ks. Krzysztof Kocjan OP   | Kościół św. Barbary w Witebsku                                                  |         |
| 3   | Witebsk (Frunze) Parafia św. Władysława                                     |                           | Kościół św. Władysława w Witebsku                                               |         |
| 4   | Horodek Parafia Nawiedzenia Najświętszej Maryi Panny                        |                           | Kościół Nawiedzenia Najświętszej Maryi Panny w Gorodoku                         |         |
| 5   | Jezieryszcze Parafia św. Józefa (oblubieńca NMP) i Apostołów Piotra i Pawła |                           | Kościół św. Józefa (oblubieńca NMP) i Apostołów Piotra i Pawła w Jezieryszczach |         |
| 6   | Szumilino Parafia Matki Bożej Fatimskiej i św. Jozafata Kuncewicza          |                           | Kościół Matki Bożej Fatimskiej i św. Jozafata Kuncewicza w Szumilinie           |         |
| 7   | Miszkowicze Parafia św. Tomasza Apostoła i św. Jana Bosko, kapłana          |                           | Kościół św. Tomasza Apostoła i św. Jana Bosko, kapłana w Miszkowiczach          |         |
| 8   | Obol Parafia św. Wincentego a Paulo                                         |                           | Kościół św. Wincentego a Paulo w Obolu                                          |         |
| 9   | Suraż Parafia św. Jakuba Apostoła i św. Kazimierza, królewicza              |                           | Kościół św. Jakuba Apostoła i św. Kazimierza, królewicza w Surażu               |         |